# هیزلبری براین
هیزلبری براین (به انگلیسی: Hazelbury Bryan) یک روستا و محله مدنی در بریتانیا است که در North Dorset واقع شده‌است. هیزلبری براین ۱٬۰۵۹ نفر جمعیت دارد.